# New York Youth Symphony
La New York Youth Symphony, fondata nel 1963, è un'organizzazione musicale per giovani a New York, largamente considerata come una delle migliori nel suo genere nella nazione e nel mondo. I suoi programmi includono la sua orchestra sinfonica di punta, il programma Chamber Music, Jazz Band Classic, Apprentice Conducting e Making Score (programma di composizione). I suoi membri vanno dai 12 ai 22 anni.
La Youth Symphony è anche leader nella musica classica con il suo innovativo programma di commissioning chiamato First Music, fondato nel 1984, in cui giovani compositori di età inferiore ai 30 anni sono selezionati per scrivere lavori per i programmi. Le commissioni hanno compreso compositori come David Lang, Augusta Read Thomas, Julia Wolfe e Aaron Jay Kernis. Ogni programma dell'Orchestra (ce ne sono tre ogni anno) include una prima mondiale. C'è anche un programma di commissione della First Art per giovani artisti visivi. Si dice che i membri del NYYS includano i giovani musicisti più talentuosi nell'area di New York.
La Youth Symphony è composta da giovani musicisti dell'area metropolitana di New York e li fa esibire prima che le loro carriere raggiungano il massimo. L'orchestra fa le prove sotto la supervisione dei membri della New York Philharmonic e si esibisce alla Carnegie Hall, alla Merkin Hall, al Lincoln Center e nelle università locali.

## L'Orchestra sinfonica
L'Orchestra, il programma di punta del NYYS, fu fondata nel 1963. Ha avuto una tradizione di ricerca dei migliori giovani talenti orchestrali nell'area di New York dai 12 ai 22 anni. Il New York Times ha scritto: "I suoi orchestrali... sono sufficientemente devoti alla musica che quando si esibiscono alla Carnegie Hall... producono un suono che renderebbe orgogliosa un'orchestra di adulti, in programmi costruiti in gran parte dai capisaldi del canone standard."
L'orchestra suona tre programmi all'anno, ognuno dei quali viene eseguito sia a United Palace che alla Carnegie Hall. Il New York Times ha riportato: "I suoi concerti alla Carnegie Hall sono sempre ambiziosi e di solito eccellenti". Ogni programma di solito include, almeno, una pietra angolare del repertorio orchestrale e una prima di un'opera commissionata. Solitamente si esibiscono un solista o alcuni solisti, sia artisti affermati che giovani artisti, come presentato dalla Roy and Shirley Durst Debut Series, fondata nel 1997. La prima artista Durst è stata Alisa Weilerstein. Per la stagione 2010-11 questi artisti erano Anthony McGill, Primo Clarinetto dell'Opera Metropolitana, il violinista Hahn-Bin e il percussionista/compositore Eric Guinivan.
L'orchestra non ha nominato educatori affermati per ricoprire il ruolo di direttore musicale. Piuttosto ha avuto direttori musicali che all'epoca erano giovani; molti di quei direttori sono diventati famosi.

## Direttori Musicali dell'Orchestra
- David Epstein (1963–66)
- Leonard Slatkin (1966–68)[9]
- Richard Holmes (1968–69)
- Isaiah Jackson (1969–73)
- David Stahl (1973–74)
- Kenneth Jean (1974–76)
- Chung Myung-whun (1976–77)[10]
- Robert Hart Baker (1977–81)
- Salvatore Scecchitano (1981–82)
- David Alan Miller (1982–88)
- Samuel Wong (1988–93)[11]
- Miguel Harth Bedoya (1993–97)[12][10]
- Mischa Santora (1997–2002)
- Paul Haas (2002–07)[13][10]
- Ryan McAdams (2007–12)[10]
- Joshua Gersen (2012–2017)[14][15]
- Michael Repper (2017–present)[16]

Michael Repper è l'attuale direttore musicale, con Alan Buxbaum come assistente direttore.

## Programma di musica da camera
Il Programma di musica da camera offre ai musicisti di età compresa tra i 12 e i 22 anni l'opportunità di partecipare a complessi da camera di una varietà di strumenti. Il suo attuale direttore è Lisa Tipton, del Meridian Quartet.
Il programma utilizza musicisti affermati che tengono corsi di perfezionamento. Gli insegnanti per il 2008-09 sono stati:
- Claude Frank, concertista di pianoforte
- Kazuhide Isomura, viola, The Tokyo Quartet
- Kathe Jarka, Alexander teacher
- Gilbert Kalish, concertista di pianoforte
- Ani Kavafian, violino/viola, Chamber Music Society del Lincoln Center
- Alan Kay, clarinet, Orpheus Program Coordinator
- Joel Krosnick, violoncello, Juilliard String Quartet
- Anne-Marie McDermott, pianoforte
- Frank Morelli, fagotto, Orpheus Chamber Orchestra
- Charles Neidich, clarinetto, facoltà della Juilliard School
- Daniel Phillips, violino, The Orion Quartet
- Shanghai Quartet membri
- Fred Sherry, violoncello, Chamber Music Society del Lincoln Center
- Carol Wincenc, flauto, The New York Woodwind Quintet
- Carmit Zori, violino

## Jazz Band Classic
Jazz Band Classic è una big band di 16 membri dedicata allo studio, alle prove e all'esecuzione della musica jazz. Modellata sulle bande degli anni '30 e '40, Jazz Band Classic conserva questo patrimonio e, tenendo fede alle tradizioni del jazz, lo inserisce negli stili attuali ed emergenti che definiscono il genere per la generazione attuale. Matt Holman è stato il regista della stagione 2010-11. I luoghi di spettacolo comprendono The Garage, Symphony Space e Allen Room at Jazz presso il Lincoln Center.
Jazz Band Classic ha presentato solisti e medici come Joe Lovano, Maria Schneider, Conrad Herwig, Steve Turre, Warren Vaché, Victor Goines, Slide Hampton, Jimmy Heath, Joe Locke, Eric Reed, Lew Soloff, Gary Smulyan e Frank Wess, dando agli studenti la possibilità di suonare insieme ai musicisti professionisti più eccitanti di oggi.

## Fare Musica
Il programma di composizione Fare Musica è una serie di laboratori per giovani musicisti per esplorare il mondo della composizione e dell'orchestrazione. Studenti sotto i 23 anni che hanno un senso di curiosità e un gusto per l'avventura musicale. È diretto da Kyle Blaha, che è succeduto ad Anna Clyne, quattro volte vincitrice del premio ASCAP Plus. Il direttore fondatore è stato Derek Bermel.
Le sessioni di Fare Musica sono suddivise in due classi distinte: Divisione Pre-college e Divisione Avanzata. Le sessioni sono condotte in due momenti diversi, progettati per adattarsi al livello di abilità dei partecipanti. Ogni divisione ha undici laboratori tenuti da novembre a giugno. Le sessioni esplorano il pensiero musicale di un'ampia varietà di compositori, con un'attenzione particolare per l'orchestrazione. Gli esempi sono tratti dal vasto repertorio classico e moderno. Utilizzando strumenti come spartiti di studio e libri di orchestrazione, il corso mira a coltivare le idee degli studenti attraverso discussioni in classe, esercizi scritti e composizione libera. "
Tra i docenti ospiti figurano:
- Laurie Anderson, violinista
- Robert Beaser, compositore
- Christopher Theofanidis, compositore
- Jennifer Higdon, compositore
- Paquito D'Rivera, clarinetto jazz e sassofono
- ETHEL, quartetto d'archi
- Nico Muhly
- Stephen Sondheim
- John Corigliano
- Aaron Jay Kernis, compositore
- Steve Reich, compositore
- Kathleen Supové, pianista

## Ex alunni

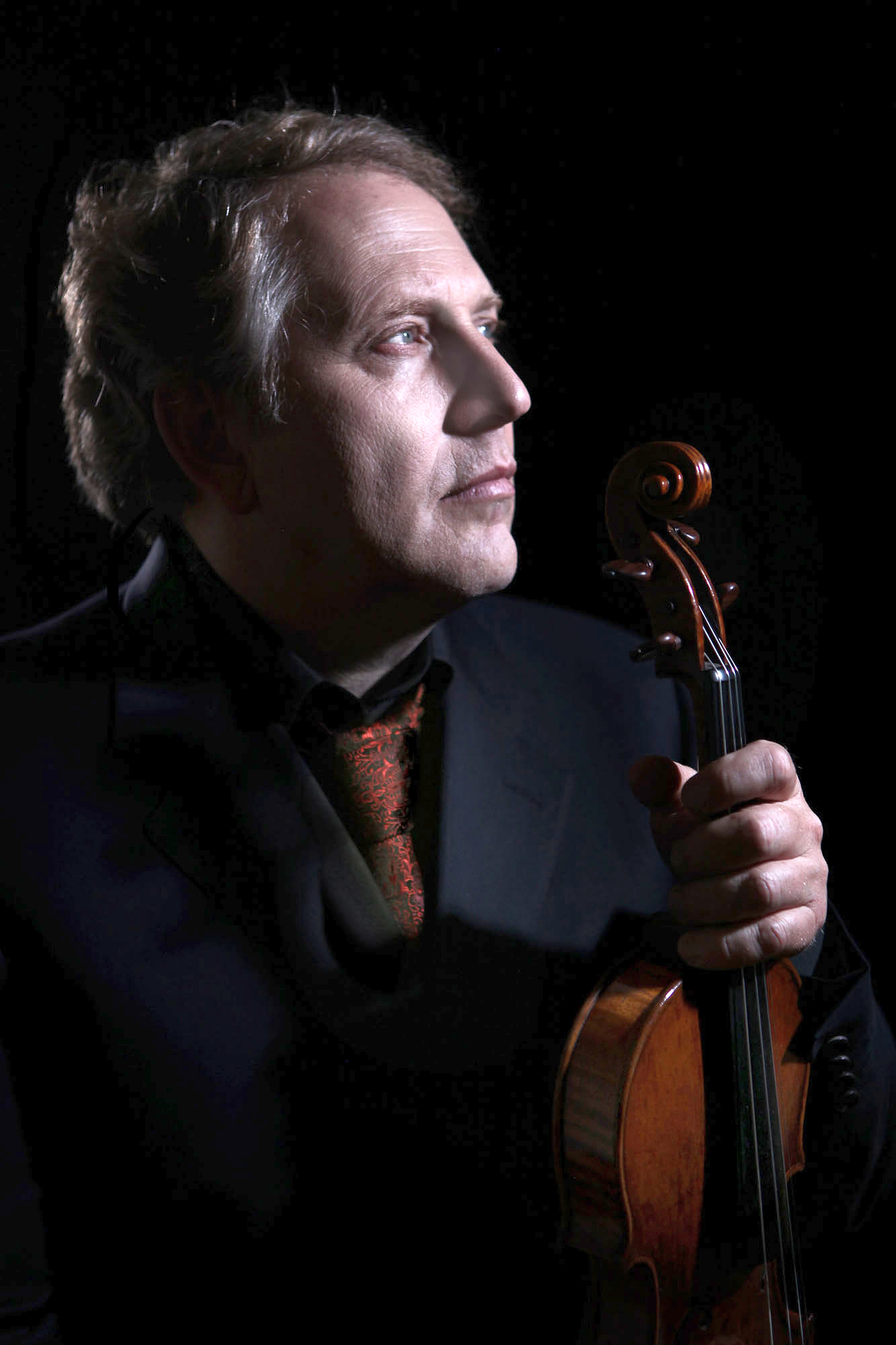
Shlomo Mintz

- Violinisti Marin Alsop, Pamela Frank, Cho-Liang Lin, Shlomo Mintz e Peter Oundjian
- Violista Lawrence Dutton
- Direttore e trombettista Gerard Schwarz
- Flautista Ransom Wilson
- Membri del Juilliard String Quartet, Emerson, Tokyo, Shanghai e Mendelssohn String Quartets, la Metropolitan Opera Orchestra, la New York Philharmonic, la Gewandhaus Orchestra di Lipsia, la Israel Philharmonic, la London Symphony Orchestra ed altri importanti gruppi in tutto il mondo.[21]

## Recensioni
Le principali riviste artistiche di New York criticano regolarmente i concerti dell'orchestra:
(Allan Kozinn, 2 dicembre 2008)
(Steve Smith, 11 dicembre 2007)
Il New York Sun ha definito l'orchestra "la migliore orchestra sinfonica giovanile d'America".

## Controversia

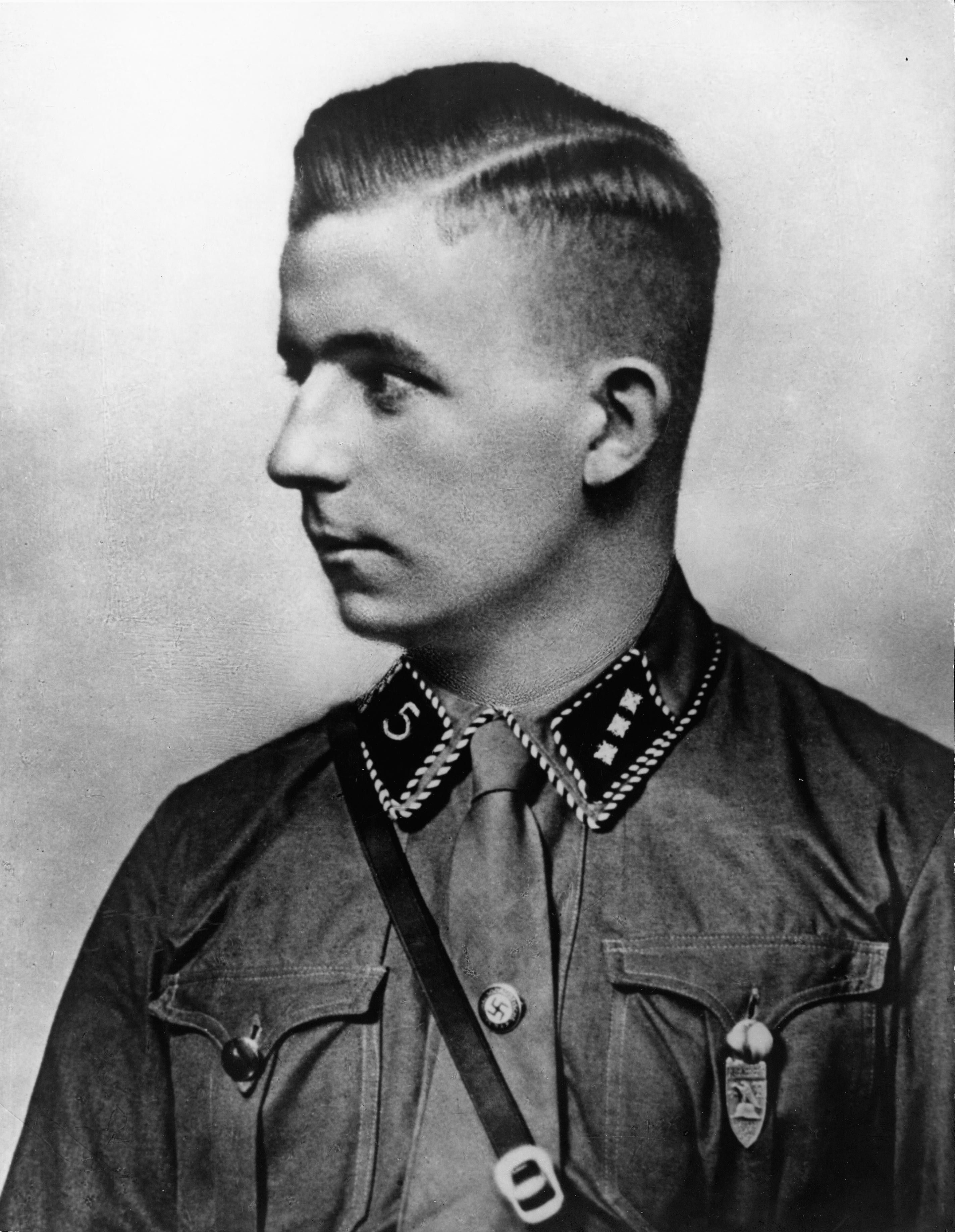
Lo Sturmführer Horst Wessel, compositore dellHorst Wessel Song

La New York Youth Symphony ha bruscamente cancellato l'esecuzione alla Carnegie Hall di un pezzo che aveva commissionato, dopo che si scoprì che includeva una citazione musicale di 45 secondi del Horst Wessel Song, scritto dallo Sturmführer Horst Wessel, leader distrettuale dello Sturmabteilung (SA) di Hitler. Inno del partito nazista dal 1930 al 1945, è ora vietato in Germania e Austria.
L'esecuzione annullata è stata di "Marsh u Nebuttya" ("Marcia verso l'oblio", in ucraino), un pezzo commissionato di 9 minuti composto da Jonas Tarm, nato in Estonia, 21enne del New England Conservatory of Music. Shauna Quill, direttore esecutivo della Symphony, dichiarò che la decisione di ritirare il pezzo fu condizionata dal rifiuto di Tarm, quando richiesto, di spiegare perché l'estratto era incluso nel lavoro. Tarm disse: "Credo davvero che possa parlare da solo." In una dichiarazione successiva, Tarm aggiunse che il pezzo era "dedicato alle vittime che hanno sofferto di crudeltà e odio per colpa della guerra, il totalitarismo, il nazionalismo polarizzante, nel passato e oggi".